# Île Trelon
L’île Trelon est une îlot de Nouvelle-Calédonie appartenant administrativement à Boulouparis.